# Лоренс (Индијана)
Лоренс (енгл. Lawrence) град је у америчкој савезној држави Индијана.

## Демографија
По попису из 2010. године број становника је 46.001, што је 7.086 (18,2%) становника више него 2000. године.
| Група             | 2000.          | 2010.          |
| Белци             | 29.559 (76,0%) | 26.887 (58,4%) |
| Афроамериканци    | 6.036 (15,5%)  | 11.865 (25,8%) |
| Азијати           | 699 (1,8%)     | 655 (1,4%)     |
| Хиспаноамериканци | 1.840 (4,7%)   | 5.155 (11,2%)  |
| Укупно            | 38.915         | 46.001         |